# Маммінг
Маммінг (нім. Mamming) — громада в Німеччині, знаходиться в землі Баварія. Підпорядковується адміністративному округу Нижня Баварія. Входить до складу району Дінгольфінг-Ландау. Центр об'єднання громад Маммінг.
Площа — 41,49 км2. Населення становить 3292 ос. (станом на 31 грудня 2020).